# エマージング・マーケット

2013年現在の新興国といわれる地域。

エマージング・マーケット（英: Emerging market）は、経済が発展途上にある国や地域の金融市場のことで、新興国市場とも呼ばれる。エマージングは「出現、登場、現れる」という意味で、国際金融公社（IFC）が命名した。

## 概要
1980年代に中南米諸国の累積債務問題を解消するためにブレイディ債が登場し、これらが金融市場で取引され始めたことから、発展途上地域の企業や市場の動向に関連付け、これらを総称して「エマージング・マーケット」または「エマージング・エコノミー」と呼ばれるようになった。
1990年代に入ると急速な経済成長をする国や地域が多くなり、投資先としてあるいは貿易の有望な相手として、中国や東アジア、東南アジア、中南米、ロシア、旧東欧諸国などの市場を指し示すようになった。発展途上であるがゆえの高成長が期待できる半面、政急激なインフレ、政情不安、通貨暴落などのリスクを伴う。国による成長率にはばらつきもあり、多くの国が貧困問題を抱えている。
また、情報産業、バイオ産業などの急速に伸長しつつある分野の市場を意味する場合もある。